# Dragan Đuričin
Dragan Đuričin (13. novembar 1955) redovan je profesor Ekonomskog fakulteta u Beogradu.
Predaje na predmetima Strategijski menadžment i Upravljanje projektima (osnovne akademske) i Poslovna strategija i Strategijske finansije (master studije). Radio je kao konsultant za Deloitte, a od 1994. godine je predsednik Saveza ekonomista Srbije i glavni urednik časopisa Ekonomika preduzeća. Bio je gostujući profesor Univerziteta u Veneciji i profesor Fulbright fondacije. Napisao više knjiga iz oblasti strategijskog menadžmenta, upravljanja projektima i ekonomike tranzicije. Bio je član odbora direktora: Metalac, Sintelon-Tarkett, Apatinska pivara — In Bew, Hypo Alpe Adria Bank, Imlek i Institut za kardiovaskularne bolesti Dedinje.

## Spoljašnje veze
- Biografija na sajtu Ekonomskog fakulteta Архивирано на веб-сајту  (28. фебруар 2021)
- Ekologija nema ideologiju („Politika”, 12. decembar 2021)